# Orchid (альбом)
Orchid (рус. Орхидея) — дебютный студийный альбом шведской прогрессивной метал-группы Opeth, выпущенный 15 мая 1995 года лейблами Candlelight Records в Европе и 24 июня 1997 года Century Black в США.
Альбом был переиздан в 2000 году с одним бонус-треком под названием «Into the Frost of Winter», первой репетиционной записью группы, которая ещё не была спродюсирована. Запись проходила в старой студии Unisound в Финспонге, а продюсировали её сама группа совместно с Даном Сванё. Группа записала демозапись не для того, чтобы подписать контракт с лейблом звукозаписи: Ли Барретту, основателю Candlelight Records, понравилась запись репетиций Opeth, и он решил подписать контракт с группой. Альбом получил положительные отзывы критиков.

## Предыстория
Opeth были образованы в 1990 году в Стокгольме, Швеция, Дэвидом Исбергом. Исберг пригласил Микаэля Окерфельдта (из недавно распавшейся группы Eruption) присоединиться к Opeth. Остальные участники группы не согласились с этим и покинули Opeth, оставив только Исберга и Окерфельдта. Андерс Нордин, Ник Деринг и Андреас Димео были приглашены в качестве замены. Они репетировали в начальной школе, используя старое оборудование 1960-х годов, которое они там нашли. В феврале 1991 года Opeth отыграли концерт в Стокгольме вместе с Therion, Excruciate и Authorise. На их концерте было исполнено всего две песни. Окерфельдт прокомментировал выступление так: «Я думаю, это было, вероятно, худшее выступление, которое можно было увидеть. Мы так чертовски нервничали, что все хотели отменить это грёбаное выступление и просто вернуться домой».
Группа отыграла второй концерт в Гётеборге. Деринг и Димео покинули группу после первого концерта, поэтому Opeth связались с двумя участниками группы Crimson Cat, Кимом Петтерссоном и Йоханом ДеФарфаллой, и попросили их присоединиться к ним на сцене. На концерте также выступали At the Gates, Therion, Desecrator, Megaslaughter и Sarcazm. После концерта ДеФарфалла покинул Opeth, чтобы провести время со своей девушкой. Его заменил друг Окерфельдта Петер Линдгрен, который играл в шутливой группе под названием Sylt i krysset. Он принял предложение играть на бас-гитаре в Opeth, потому что хотел заниматься чем-то более серьёзным. Позже Петтерссон покинул группу, а Линдгрен переключился на гитару. Исберг ушёл в 1992 году из-за творческих разногласий. Новым вокалистом стал Окерфельдт. Он и Линдгрен сразу же приступили к написанию материала. Они репетировали втроём больше года. Стефан Гутеклинт присоединился к группе на бас-гитаре, но ушёл вскоре после того, как в 1994 году группа подписала свой первый контракт с лейблом Candlelight Records.
Opeth подписали контракт с Candlelight без демо-записи. Для них пойти в студию и записать демо было таким же важным шагом, как и приступить к записи альбома. Окерфельдт объяснил: «У нас не было денег, чтобы тратить их на подобные вещи. Это обошлось бы нам, по меньшей мере, в пару сотен долларов… Мы не знали, куда пойти, чтобы записать демо». Окерфельдт разослал записи репетиций нескольким лейблам, но так и не получил ответа. Но группа получила предложение от Ли Барретта записать альбом. Окерфельдт счёл это «довольно странным». Андерс Нюстрём (из метал-группы Katatonia) сказал, что Candlelight заинтересовались, основываясь на слухах от Самота (из блэк-метал-группы Emperor): Самот прислал Барретту в Candlelight кассету с записями неподписанных групп. На ней было всего несколько секунд «The Apostle in Triumph». Барретту она так понравилась, что он захотел подписать контракт с группой. Позже Окерфельдту позвонил Барретт, который хотел выпустить полноформатный альбом Opeth.

## Запись и производство

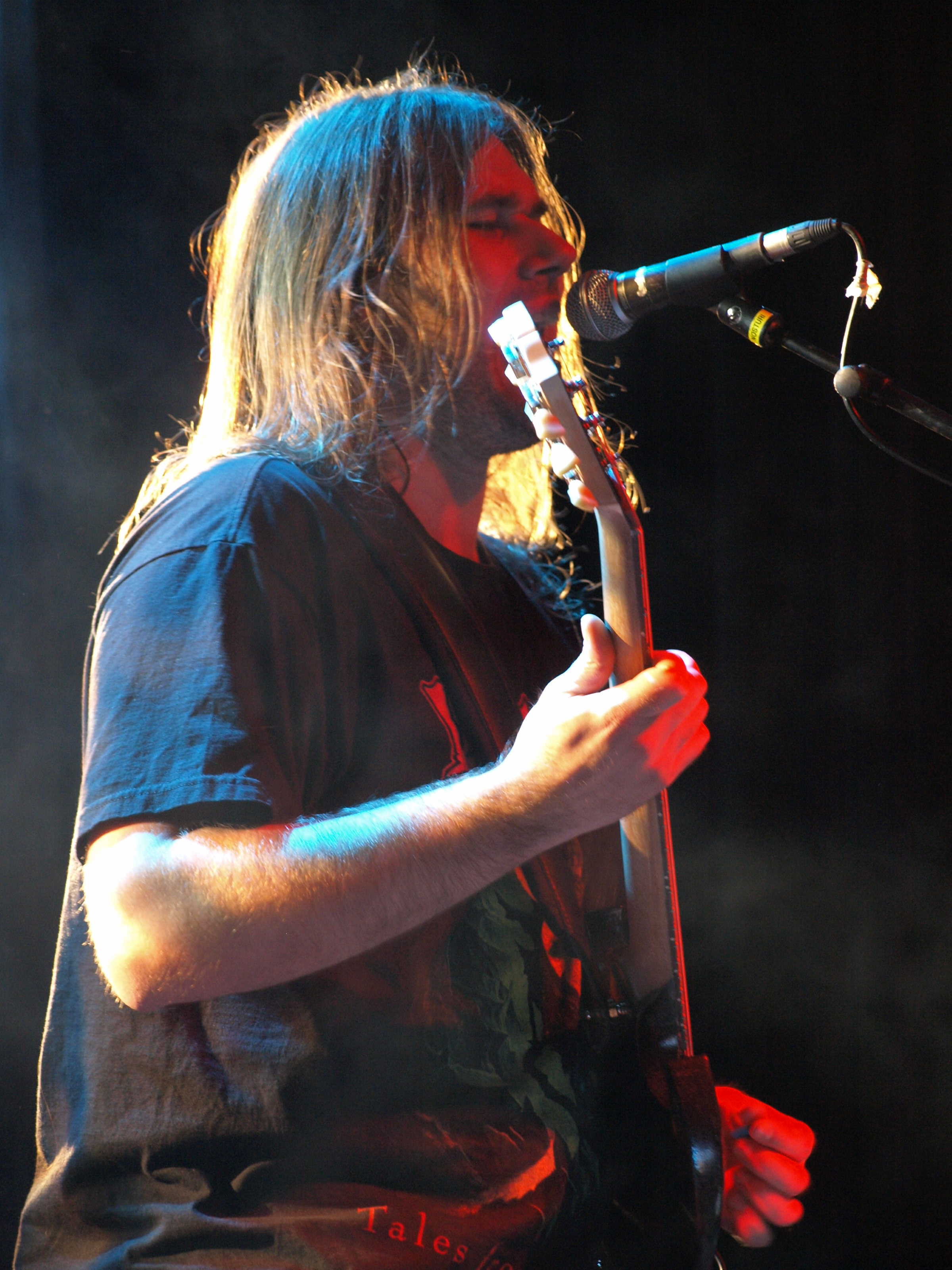
Opeth записали свой дебютный альбом Orchid с продюсером Даном Сванё в апреле 1994 года.

Orchid был записан в марте 1994 года в Финспонге, где располагалась старая студия Unisound. Opeth переехали из Стокгольма в Финспонг, где Дан Сванё снял для них квартиру. Студия располагалась в подвале небольшого дома посреди поля. Альбом был спродюсирован и сведён Сванё и группой, при этом Сванё также выступал в качестве звукорежиссёра. Для записи группа попросила Йохана ДеФарфаллу сыграть на бас-гитаре сессионно. В конце концов, он присоединился к ней как постоянный участник.
Несмотря на первоначальную нервозность, записи проходили гладко. «Мы были так подготовлены ещё до того, как отправились в студию, что репетировали шесть или семь раз в неделю, и даже в кромешной тьме, чтобы идеально сыграть песни, даже не глядя», — вспоминал Окерфельдт в 2009 году в интервью Kerrang!. Однако группа пожалела, что у неё не было достаточно времени, чтобы должным образом записать акустическую композицию «Requiem». Первоначально записанная в студии Unisound, группа была недовольна результатом. Композиция «Requiem» была позже записана в стокгольмской студии с Понтусом Нургреном в качестве со-продюсера .
Из-за путаницы в процессе мастеринга Orchid концовка «Requiem» была ошибочно помещена в начало «The Apostle in Triumph». Группа выразила сожаление по поводу ошибки, пояснив, что это была не их вина. Позже эта ошибка была исправлена в ремастере альбома Abbey Road 2023 года.

## Музыка и тексты песен

### Музыка
Музыка на Orchid сочетает элементы прогрессивного рока и акустических произведений, вдохновлённых фолк-музыкой, с блэк-метал-скримингом, дэт-метал-гроулом и чистым вокалом. В нём также присутствуют джазовые мотивы и мелодичные пассажи, исполненные на фортепиано и акустических гитарах. Звучание Opeth отличалось от типичных блэк- или дэт-метал групп той эпохи, а Orchid считается наиболее близким подходом группы к жанру блэк-метал. Критики назвали звучание альбома «уникальным». Джим Рэгги прокомментировал это так: «Если вы хотите более душевного и ориентированного на песни Opeth, загляните в My Arms, Your Hearse, и начинайте с этого. Если вы ищете уникальное музыкальное путешествие, построенное поочерёдно на двух гитарных гармониях, переходящих в последовательности, когда две гитары и бас-гитара играют разные партии, с переходами „стоп-старт“ в одних случаях и плавными переходами „отсюда-туда“ в других, то вам сюда». Мэтт Смит заметил, что «с Orchid группа представила свою смесь замысловатых, замедленных партий акустической гитары и фортепиано и свингующих, искажённых ритмов с кельтским звучанием».
Большинство песен альбома длятся более девяти минут, хотя на нём также есть два коротких инструментальных трека: «Silhouette» и «Requiem». «Silhouette» — это короткая фортепианная интерлюдия, записанная всего за несколько часов до того, как группа покинула студию. Мастерство Андерса Нордина на фортепиано удивило техническую группу. Линдгрен вспоминал: «Я помню выражение лица Дана, когда мы сказали: „Наш барабанщик умеет играть на пианино“. Он не поверил ни единому нашему слову. Дан умеет играть на пианино. Большинство парней играют дерьмово. Когда Андерс начал играть, Дан был по-настоящему впечатлён». Позже Окерфельдт добавил: «Я всё ещё под большим впечатлением». Другая инструментальная композиция, «Requiem», представляет собой акустическую композицию, которую Линдгрен охарактеризовал как «эпическую». Окерфельдт позаимствовал испанскую акустическую гитару Trameleuc в местном гитарном магазине, чтобы записать это произведение.
Бонус-трек «Into the Frost of Winter» — это ранняя запись с репетиции 1992 года. Эта песня включает фрагменты, которые позже были переработаны в «Advent» — открывающий трек второго альбома Opeth, Morningrise.

### Тексты песен
После ухода других участников Микаэль Окерфельдт и Дэвид Исберг начали писать песни для Opeth. Окерфельдт прокомментировал это так: «Как вы, наверное, понимаете, в то время на меня в той или иной степени повлиял оккультизм, хотя и несерьёзно. В музыкальном плане мне очень нравились извращённые, мрачные и злобно звучащие риффы. Тексты, написанные мной и Дэвидом, были чисто сатанинскими песнопениями!». По словам Окерфельдта, «идея Opeth заключалась в том, чтобы это были сатанинские тексты и злые риффы. Я подбирал ноты так, чтобы они звучали зловеще». Первыми двумя песнями, которые они написали вместе, были «Requiem of Lost Souls» и «Mystique of the Baphomet», которые позже были переработаны в «Mark of the Damned» и в итоге стали «Forest of October».
Когда Исберг покинул группу, Окерфельдт и Петер Линдгрен почувствовали, что открыли уникальный подход к исполнению музыки. Окерфельдт заметил: «В то время почти ни одна другая группа не использовала столько гармоний, как мы». Линдгрен назвала «Forest of October» лучшей песней на альбоме. Окерфельдт, однако, признался, что не помнит смысла песни, только то, что он написал текст в дополнение к музыке.
Окерфельдт отметил, что «The Twilight Is My Robe», первоначально называвшаяся «Oath», была «сатанинской песней, подобной клятве Сатане». Он рассказал, что одна часть песни является «полной копией» песни Scorpions «Fly to the Rainbow». В «Under the Weeping Moon», которую Линдгрен назвала самым зловещим треком альбома, есть слова, которые Окерфельдт назвал «своего рода сатанинским поклонением Луне», хотя он и признал, что «на самом деле это ни к чему не имеет отношения». Позже, на концертном альбоме The Roundhouse Tapes, Окерфельдт назвал текст песни «абсолютной блэк-метал-чепухой». Он похвалил мелодию в «The Apostle in Triumph» и охарактеризовал её текст как «сочетание природы и сатанинского поклонения».
Самая длинная композиция альбома, «In Mist She Was Standing», стала последней завершённой песней. Она была вдохновлена ночным кошмаром и фильмом «Леди в чёрном».

## Художественное оформление

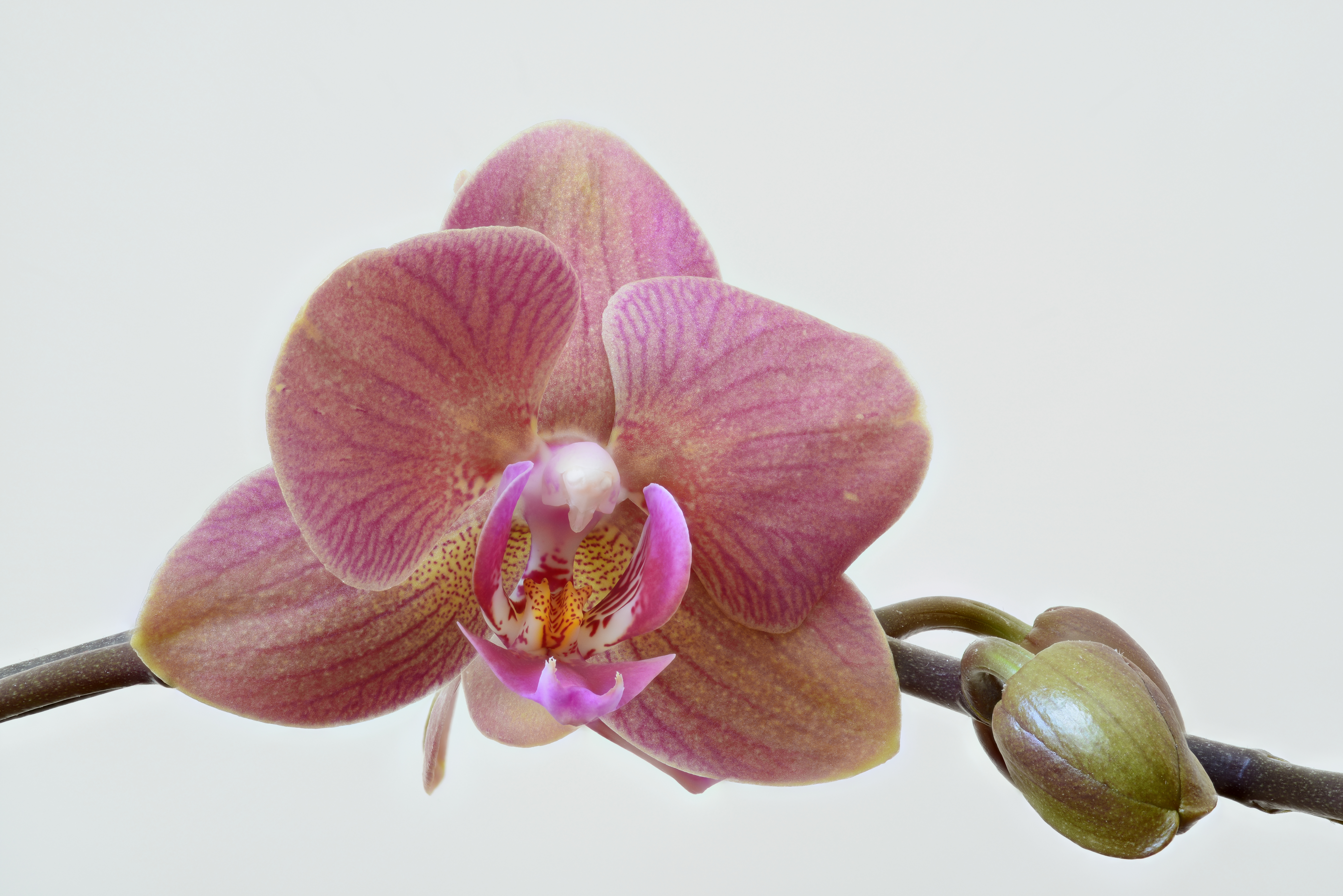
Фаленопсис — род эпифитных травянистых растений семейства Орхидные. Этот цветок послужил обложкой для альбома

Когда запись была завершена, группа сразу же приступила к работе над макетом обложки. Окерфельдт, который некоторое время поддерживал контакты с фотографом Торбьерном Экебакеном, обнаружил, что Экебакен также работал над графическими макетами. Его попросили создать макет для Orchid. Орхидея, изображённая на обложке, была специально заказана в Нидерландах .
Первое издание альбома было выпущено без логотипа «Opeth» на обложке. Фотографии, использованные на обороте альбома, были сделаны в Серскогене. Окерфельдт вспоминал: «Нам действительно очень повезло, так как закат в тот вечер был, вероятно, самым красивым из всех, что я когда-либо видел. В тот день мы сделали несколько классных снимков, но эти силуэтные были лучшими».
Группа уже сталкивалась с одной проблемой при работе над альбомом, связанной с мастерингом «Requiem». С альбомом возникла вторая проблема: страницы с текстами песен были напечатаны в порядке, противоположном тому, который ожидали Opeth. Цвета были изменены, и сам диск был синим, а не чёрным. Группа выразила сожаление по поводу этих ошибок, но фанаты заявили, что им понравилось, как получились цвета. После доработки макета группа отправила альбом в Англию.

## Выпуск и переиздание
Релиз Orchid был отложен, и поскольку группе не терпелось выступить вживую для альбома, Opeth начали давать несколько концертов после того, как Ли Барретт из Candlelight Records привёл их в Великобританию. Одно из таких представлений состоялось в лондонской «Астории», где также выступали Impaled Nazarene, Ved Buens Ende и Hecate Enthroned.
Через год после записи альбома, 15 мая 1995 года, Orchid был выпущен в Европе лейблом Candlelight Records на CD и на кассете Mystic Production. Он был выпущен 24 июня 1997 года в Соединённых Штатах лейблом Century Black. В 2000 году он был переиздан в Европе издательством Candlelight и в Соединённых Штатах издательством Century Media с одним бонус-треком «Into the Frost of Winter». В том же году он был выпущен на виниле в виде двойного альбома на лейбле Displeased Records тиражом 1000 экземпляров. В 2003 году Candlelight выпустила специальное издание.

### История выпусков
| Регион         | Год  | Лейбл               | Формат          | Каталог      |
| -------------- | ---- | ------------------- | --------------- | ------------ |
| Великобритания | 1995 | Candlelight Records | CD              | Candle010CD  |
| Польша         | 1995 | Mystic Production   | Компакт-кассета | 003          |
| США            | 1997 | Century Black       | CD              | 7845-2       |
| Великобритания | 2000 | Candlelight Records | CD              | CANDLE053CD  |
| Нидерланды     | 2000 | Displeased Records  | Двойной LP      | D-00081      |
| Великобритания | 2003 | Candlelight Records | CD              | CANDLE053TIN |
| Япония         | 2008 | Avalon              | CD              | MICP-10807   |

## Отзывы критиков
| Оценки критиков | Оценки критиков |
| Источник        | Оценка          |
| --------------- | --------------- |
| AllMusic        | [ 1 ]           |

Реакция критиков на альбом была в основном положительной. Критик Мэтт Смит из Maelstrom заявил, что это был один из лучших альбомов Opeth и «задал тон будущим альбомам». Однако перед выходом Orchid Окерфельдт прокомментировал это так: 

Большинство людей, по крайней мере, на шведской сцене, записывались в Unisound, а Opeth до выхода альбома считались группой для шуток. Никто ничего от нас не ожидал. О нас ходили недобрые слухи. Некоторые из наших первых концертов были ужасными, и Дэвид Исберг, наш вокалист, который сформировал эту группу, не слишком нравился нам. У нас не было хороших впечатлений от группы. У нас не было друзей на сцене. Я никого не знал. Мы были полными аутсайдерами.
Джон Серба из AllMusic сказал, что Orchid был «довольно дерзким релизом, выходящим далеко за рамки эпического прог-дэтового чудовища, в равной степени сочетающего красоту и брутальность — альбом настолько блестящий, настолько вызывающе претенциозный, что, оглядываясь назад, можно сказать, что будущее величие Opeth было предрешено». Джон Чедси из Satan Stole My Teddybear заявил, что альбом является «одним из самых потрясающих и сокрушительно мощных дебютов любой метал-группы в любом жанре». Джим Рагги из Lamentations of the Flame Princess написал, что «Микаэль Окерфельдт, возможно, самый легко узнаваемый голос во всём экстрим-метале, действительно производит некоторый шум в своём дебюте. Я не могу припомнить многих вокалистов в 1994 году (когда был записан альбом), которые свободно использовали бы как чистый, так и рычащий вокал. Я определённо не собираюсь заходить так далеко, чтобы утверждать, что он был первым (по крайней мере, в этом Дан Сванё превзошёл его!), но много лет назад Окерфельдт действительно установил стандарт того, как должен звучать вокалист в стиле экстремальной прогрессивной музыки». Он также добавил следующее: «Дело в том, что этот альбом является революционной вехой в хэви-метале благодаря прогрессивным элементам, которые привносятся в более метал-музыку и экстремальный вокал», а звучание альбома «совершенно уникальное». Крис Дик из Decibel заявил в Precious Metal: Decibel Presents the Stories Behind 25 Extreme Metal Masterpieces следующее: 

Дэт-метал, пройдя стадию своего становления, был не против экспериментов или влияния других жанров, но он никогда не звучал так мощно, бесстрашно или искусно, как на Orchid <…> Дебют Opeth в 1993 году, по словам фронтмена Микаэля Окерфельдта, был мастерским гибридом Wishbone Ash, Black Sabbath и Bathory. <…> Он был притягательным, резким и полным утончённости. Несмотря на то, что в 1995 году Symbolic, Slaughter of the Soul, Domination, The Gallery и Storm of the Light’s Bane поразили умы, именно Orchid группы Opeth навсегда изменили дэт-метал.
Однако не все критики были настроены положительно. Французский журнал Metallian назвал альбом «скучным и однообразным» и поставил ему оценку 1 из 10. Йохан Де Фарфалла заявил: «На дэт-метал-сцене они подумали: „Вау! Это круто!“. Образованные музыканты, которых я знал, говорили: „Это отстой. Звук плохой. Вам следует перезаписать это“. Но я думаю, что людям это действительно понравилось, не считая звука».

## Список композиций
Все тексты написаны Микаэлем Окерфельдтом (за исключением отмеченных), вся музыка написана Микаэлем Окерфельдтом и Петером Линдгреном (за исключением отмеченных).
| №                   | Название                                   | Текст песни                      | Музыка              | Длительность |
| ------------------- | ------------------------------------------ | -------------------------------- | ------------------- | ------------ |
| 1.                  | «In Mist She Was Standing»                 |                                  |                     | 14:09        |
| 2.                  | «Under the Weeping Moon»                   | Микаэль Окерфельдт, Дэвид Исберг |                     | 9:52         |
| 3.                  | «Silhouette» (Инструментальная композиция) |                                  | Андерс Нордин       | 3:07         |
| 4.                  | «Forest of October»                        | Микаэль Окерфельдт, Дэвид Исберг |                     | 13:05        |
| 5.                  | «The Twilight Is My Robe»                  |                                  |                     | 11:01        |
| 6.                  | «Requiem» (Инструментальная композиция)    |                                  |                     | 1:11         |
| 7.                  | «The Apostle in Triumph»                   |                                  |                     | 13:01        |
| Общая длительность: | Общая длительность:                        | Общая длительность:              | Общая длительность: | 65:25        |

| №                   | Название                   | Длительность |
| ------------------- | -------------------------- | ------------ |
| 8.                  | «Into the Frost of Winter» | 6:20         |
| Общая длительность: | Общая длительность:        | 71:45        |

## Участники записи[27]
| Opeth - Микаэль Окерфельдт — вокал, гитары - Петер Линдгрен — гитары - Йохан ДеФарфалла — бэк-вокал, бас-гитара (треки 1-7) - Андерс Нордин — фортепиано на «Silhouette», ударные, перкуссия Приглашённые музыканты - Стефан Гутеклинт — бас-гитара на «Into the Frost of Winter» | Производственный персонал - группа Opeth — сведение - Дан Сванё — звукорежиссёр, сведение - Питер ин де Бету — мастеринг - Понтус Нургрен — со-продюсирование «Requiem» - Торбьерн Экебакке — художественное оформление, фотограф |